# HD 68988 b
HD 68988 b هو كوكب خارج المجموعة الشمسية يدور حول النجم HD 68988 في كوكبة الدب الأكبر. يبعد الكوكب مسافة تقدر بحوالي 192 سنة ضوئية عن الأرض. HD 68988 b مشتري حار مما يعني أنة قريب جداً من النجم المستضيف وكتلتة قريبة من كتلة المشتري. يبعد الكوكب عن النجم الأم 0.0704 وحدة فلكية ويدور حول النجم في مدار شبة دائري. اكتشف الكوكب في 15 أكتوبر 2001 من قبل
ستيفن سكوت فوغت وأخرون. باستخدام مطيافية دوبلر في W. M.مرصد كيك